# Reforma Ortográfica de 1907
A Reforma Ortográfica de 1907, elaborada neste mesmo ano, foi uma iniciativa de reforma ortográfica da língua portuguesa encetada pela Academia Brasileira de Letras, tendo à frente a figura de Medeiros e Albuquerque, de modo a abolir a "ortografia etimológica" que então vigorava.
Amplamente discutida e mais coerente que os seus antecessores, foi um marco na história da ortografia brasileira.

## Proposições
1. Supressão de h, com exceção de palavras compostas de outras com h inicial (deshonra, por exemplo); eliminação do h no meio de palavras, com exceção nos grupos de lh, nh e ch.[nota 1][4]
2. Supressão absoluta de w.[nota 1][4]
3. Supressão absoluta e substituição por c antes de a, o e u, e por qu antes de e e i de k.[nota 1][4]
4. Supressão absoluta de y salvo em nomes indígenas.[nota 1][4]
5. Substituição do ph por f; ch com som de k por qu antes de e e i e por c antes de a, o e u;[nota 1] substituição do x por cs, s, z ou ss, dependendo do som.[nota 2][4]
6. Supressão de consoantes geminadas, salvo quando pronunciadas.[nota 1][4]
7. Supressão de consoantes nulas.[nota 1][4]
8. Substituição de g mediano por j, quando com o mesmo som; substituição por j de g no início de palavras sempre que tinha o som daquela.[nota 2][4]
9. Substituição de ç por s nas palavras que o conservaram; preferência por s de grafias com s ou ç.[nota 1][4]
10. Preferência por au, eu e iu em grafias entre esta e ao, eo e io.[nota 1][4]
11. Substituição por z de s quando com aquele som.[nota 1][4]
12. Uso de z no final de palavras agudas no lugar de s, com exceção dos pronomes nós e vós e de conjugações verbais (preferis, por exemplo).[nota 1][4]
13. Escrita de sílabas átonas com am em vez de ão.[nota 1][4]
14. Escrita de sílabas tônicas com ã e as átonas com an.[nota 1][5]
15. Supressão do sinal de sinalefa em contrações como deste ou desta.[nota 1][5]
16. Escrita de nomes estrangeiros com as ortografias nativas àquelas línguas. A proposta recebeu uma adição por João Ribeiro: nomes próprios obedeceriam à simplificação desde que tivessem forma portuguesa.[nota 1][5]
17. Aproximação da ortografia à pronúncia da classe culta.[nota 1][5]